# Libellula quadrimaculata
Libellula quadrimaculata là một loài chuồn chuồn ngô trong họ Libellulidae thường được tìm thấy khắp châu Âu, châu Á, và Bắc Mỹ. 
Đây là loài côn trùng biểu tượng của tiểu bang Alaska.
Chúng sinh sống chủ yếu ven ao hồ và sông suối chảy chậm. Chúng phổ biến nhất vào tháng 6 và tháng 7. 
Chuồn chuồn ngô hoàng đế là một trong các loài săn bắt Libellula quadrimaculata. Loài này cũng bị loài Cicindela campestris săn bắt.

## Hình ảnh

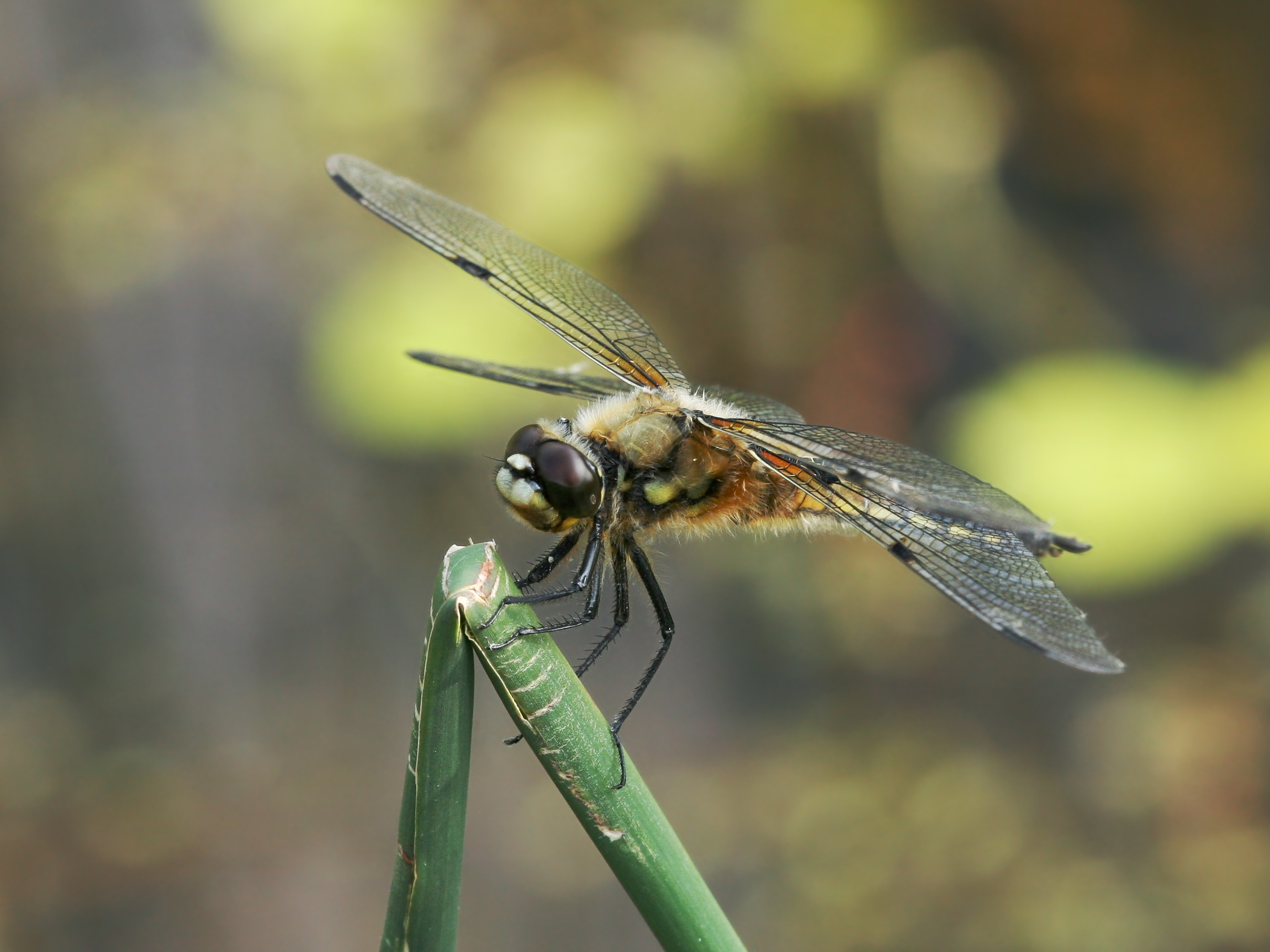
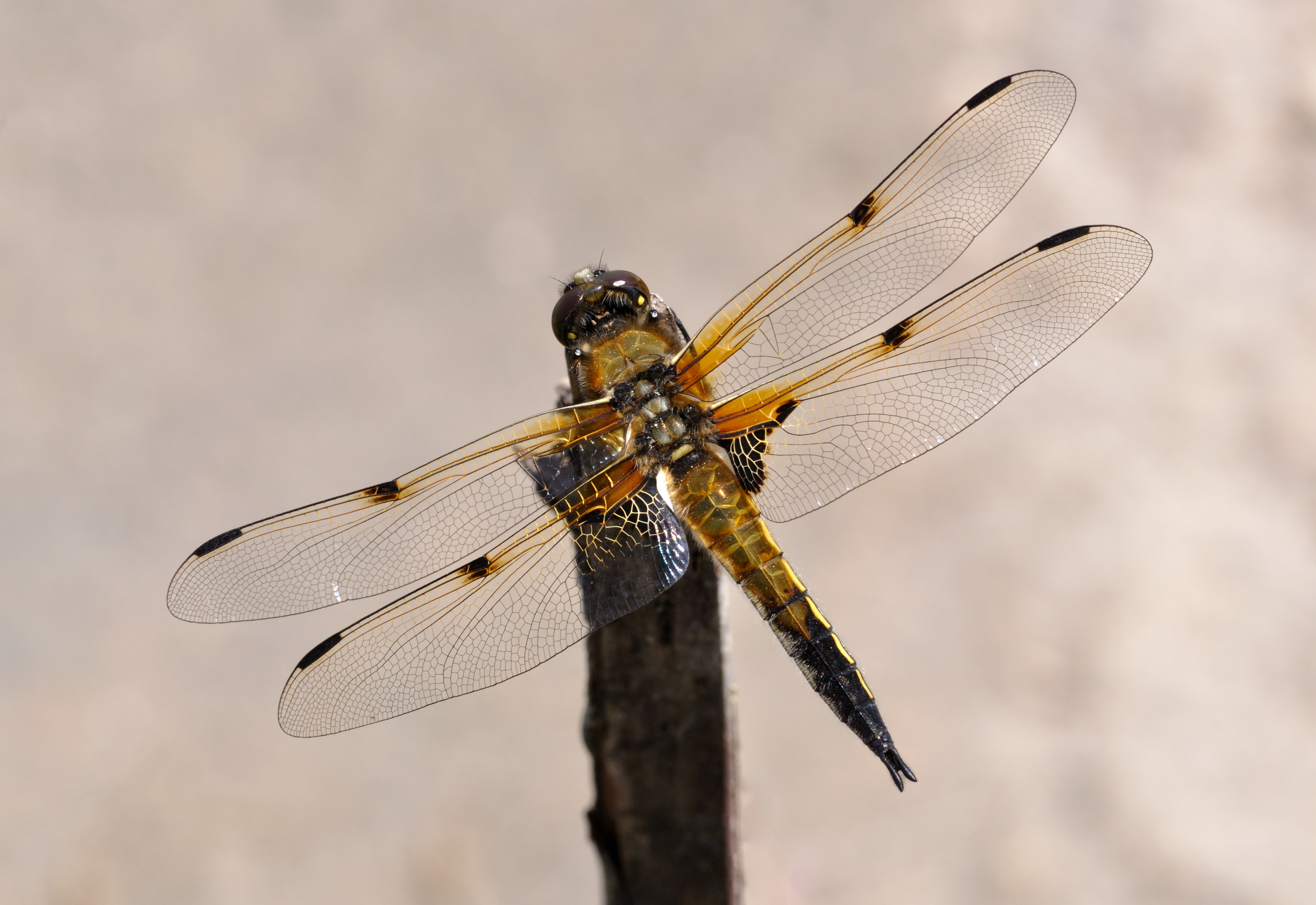
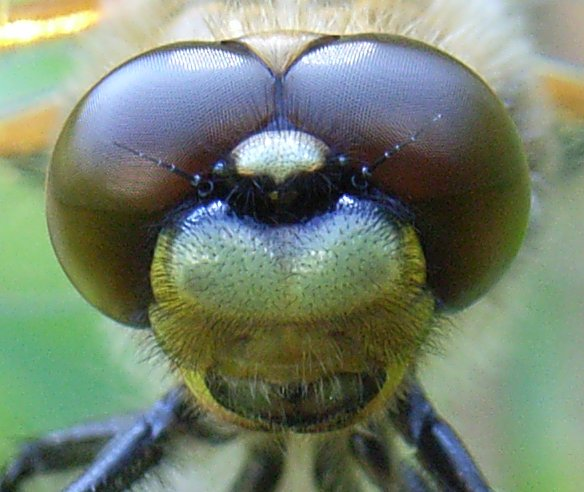
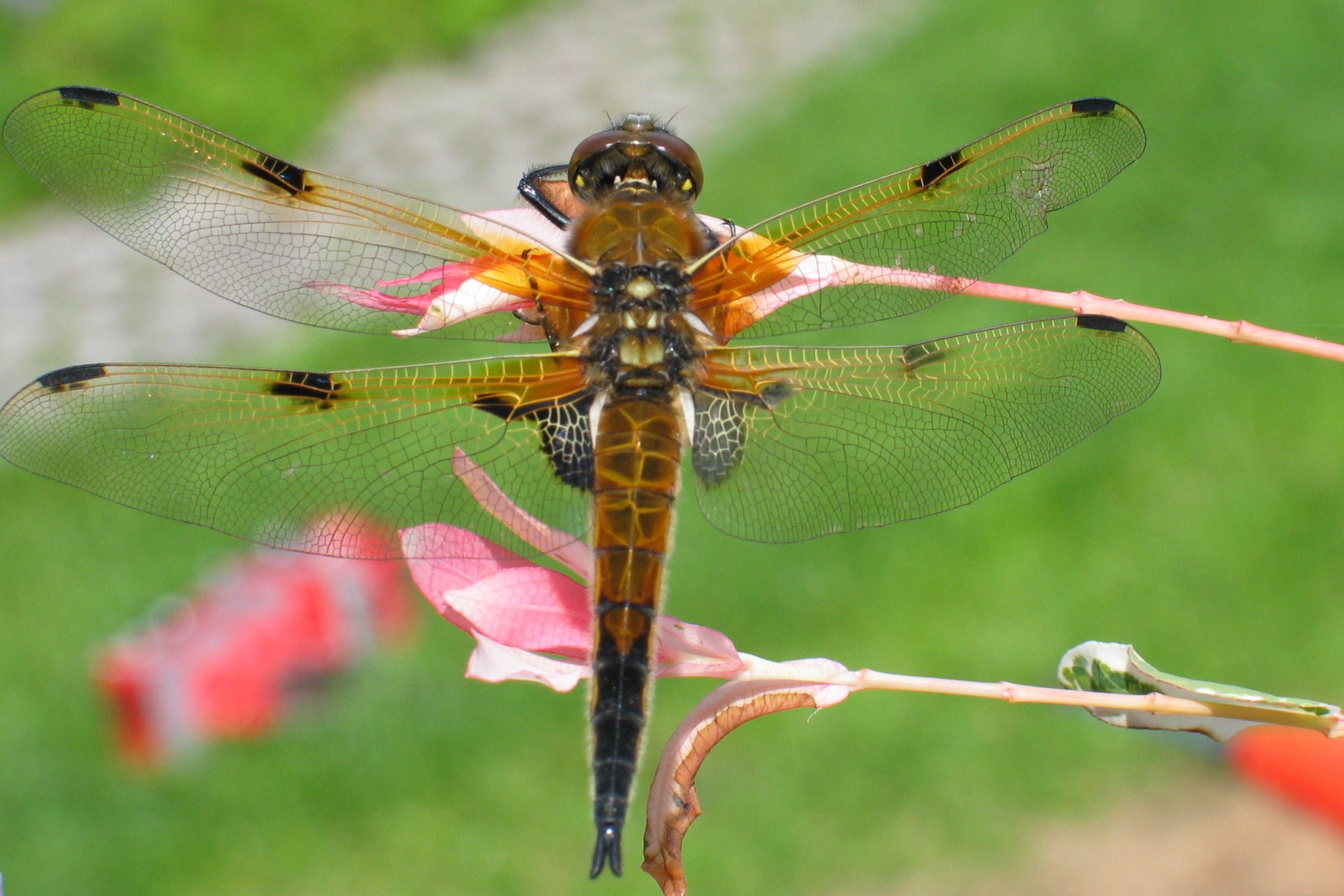